# Кубок Греции по футболу 2012/2013
Кубок Греции по футболу 2012/2013 годов (греч. Κύπελλο Ελλάδος 2012/2013) — 71-й розыгрыш Кубка Греции по футболу.

## Четвёртый раунд
| Дата 1 матча | Дата 2 матча | Хозяева          | Счёт 1 матча | Счёт 2 матча | Гости           |
| ------------ | ------------ | ---------------- | ------------ | ------------ | --------------- |
| 9.1.2013     | 23.1.2013    | Олимпиакос Волос | 1:1          | 0:2          | Астерас Триполи |
| 9.1.2013     | 23.1.2013    | Панатинаикос     | 2:1          | 0:1          | Платаниас       |
| 10.1.2013    | 24.1.2013    | ПАС Янина        | 2:0          | 3:2          | Фостирас        |
| 10.1.2013    | 24.1.2013    | Калитея          | 2:0          | 0:6          | ПАОК            |
| 16.1.2013    | 31.1.2013    | Аполлон Смирнис  | 1:1          | 1:4          | Пантракикос     |
| 16.1.2013    | 30.1.2013    | Олимпиакос       | 2:0          | 1:0          | Кавала          |
| 17.1.2013    | 31.1.2013    | Левадиакос       | 2:1          | 1:0          | Керкира         |
| 17.1.2013    | 30.1.2013    | Верия            | 2:1          | 1:0          | Ксанти          |

## 1/4 финала
| Дата 1 матча | Дата 2 матча | Хозяева   | Счёт 1 матча | Счёт 2 матча | Гости           |
| ------------ | ------------ | --------- | ------------ | ------------ | --------------- |
| 27.2.2013    | 13.3.2013    | Верия     | 0:1          | 0:1          | Пантракикос     |
| 27.2.2013    | 13.3.2013    | ПАС Янина | 0:1          | 0:2          | Олимпиакос      |
| 27.2.2013    | 14.3.2013    | Платаниас | 1:2          | 1:3          | Астерас Триполи |
| 28.2.2013    | 6.3.2013     | ПАОК      | 2:0          | 0:0          | Левадиакос      |

## 1/2 финала
| Дата 1 матча | Дата 2 матча | Хозяева    | Счёт 1 матча | Счёт 2 матча | Гости           |
| ------------ | ------------ | ---------- | ------------ | ------------ | --------------- |
| 17.4.2013    | 27.4.2013    | ПАОК       | 2:1          | 0:2          | Астерас Триполи |
| 18.4.2013    | 28.4.2013    | Олимпиакос | 6:2          | 2:1          | Пантракикос     |

## Финал
| Дата      | Хозяева    | Счёт               | Гости           |
| --------- | ---------- | ------------------ | --------------- |
| 11.5.2013 | Олимпиакос | 1:1 (доп. вр. 2:0) | Астерас Триполи |